# Сан Роко (Комо)
Сан Роко је насеље у Италији у округу Комо, региону Ломбардија.
Према процени из 2011. у насељу је живело 34 становника. Насеље се налази на надморској висини од 608 м.